# Schloss Eberstall (Jettingen-Scheppach)

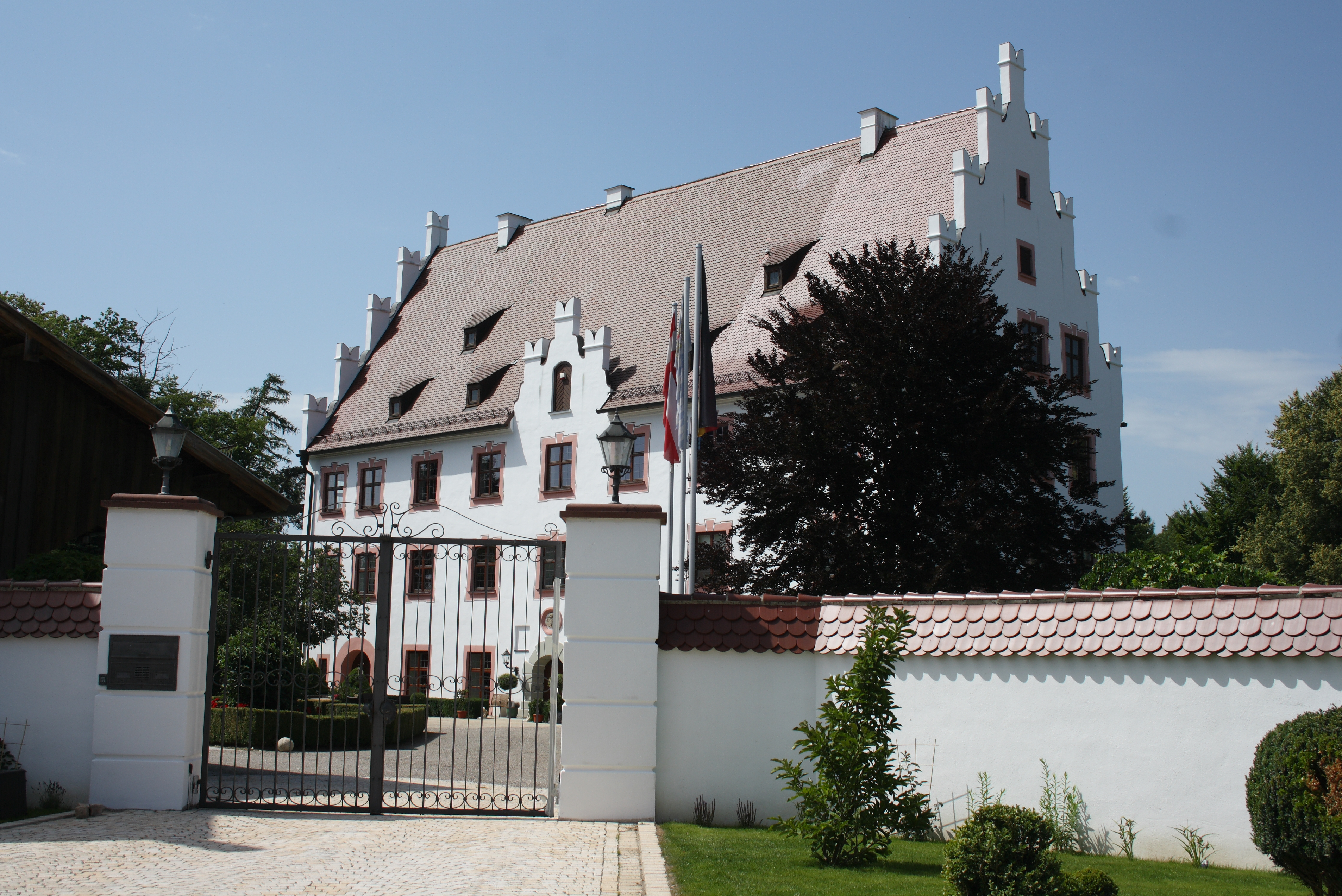
Schloss Eberstall

Schloss Eberstall ist ein Schloss in Eberstall in der Gemeinde Jettingen-Scheppach im schwäbischen Landkreis Günzburg (Bayern).

## Geschichte
Im Hochmittelalter stand Eberstall unter der Herrschaft der Edelfreien von Eberstall, ein damals überregional bedeutendes Adelsgeschlecht. Nach deren Niedergang zwang 1268 der bayerische Herzog Ludwig der Strenge die dortige Burg der Eberstaller unter seine Lehenshoheit. Um die Mitte des 14. Jahrhunderts starben sie aus. Das Lehen kam 1426 an Konrad von Knöringen, 1459 an Georg von Lichtenau, 1504 an die Herren vom Stain, Reichsritter zu Jettingen, die 1602 das Schloss errichteten. 1664 teilten zwei Brüder sich die Güter Eberstall und Jettingen, 1716–30 wurde der Besitz an die Freiherren (späteren Grafen) Schenck von Stauffenberg erworben. Schloss Eberstall war bis 1983 im Besitz der Grafen Schenck von Stauffenberg und wurde dann verkauft und in der Folge umfangreich renoviert. 2005 wurde es erneut verkauft.

## Baubeschreibung
Schloss Eberstall ist ein Baudenkmal, das unter der Aktennummer D-7-74-144-35 in der Denkmalliste für Jettingen-Scheppach beim Bayerischen Landesamt für Denkmalpflege geführt wird:
- Schloss der Freiherren von Stain: Stattlicher dreigeschossiger Massivbau mit hohem Satteldach zwischen Zinnengiebeln, Mittelrisalit mit Schweifgiebel, im Kern um 1602, 1849 von Joseph Lechner umgebaut
- Katholische Kirche St. Anna: Frühere Schlosskapelle, einfacher einschiffiger Bau mit Satteldach und dreiseitig geschlossenem Chor mit Gliederung durch Blendnischen, seitlich Turm, Untergeschosse mit Gesimsgliederung, Achteckobergeschoss, im Kern 1603–1605, Zwiebelhaube modern